# Лунгини, Эльза
Эльза́ Лунгини́ (фр. Elsa Lunghini; род. 20 мая 1973, Париж, Франция) — французская киноактриса и певица.

## Биография
Эльза родилась в артистической семье: её отец, Жорж Лунгини — актёр, композитор и фотограф, а мать Кристиана Жобер — художница и скульптор. Кроме того, тётя Эльзы по материнской линии — актриса Марлен Жобер.

В детстве Эльза занималась танцами и обучалась игре на пианино.

### Карьера
В 7 лет Эльза получила свою первую небольшую роль в кино, в фильме Клода Миллера Под предварительным следствием, где играла вместе с Роми Шнайдер, Мишелем Серро и Лино Вентурой. Далее последовали эпизодическая роль в фильме Роже Анена Адский поезд и фильм Красный поцелуй Веры Бельмон, но настоящий успех пришёл к юной актрисе после съёмок в фильме Женщина моей жизни Режиса Варнье с Джейн Биркин и Кристофом Малавуа в главных ролях. Для роли Эльзе нужно было спеть несколько строчек под аккомпанемент пианино, и режиссёр, впечатлённый её голосом, предложил ей исполнить песню T'en va pas, написанную специально для неё по этому случаю. Песня мгновенно взлетела на вершину хит-парадов, а сингл с ней разошёлся тиражом в 1 300 000 экземпляров. Эльза также стала самой юной артисткой, чья песня достигла первого месте в Top 50.

В 1987—1988 годах, чтобы закрепить успех, вышло ещё несколько синглов — Quelque chose dans mon coeur, Un roman d’amitié — дуэт с американцем Гленном Медейросом, Jour de neige, и, наконец, осенью 1988 года на прилавках магазинов появился дебютный альбом под названием Elsa, разошедшийся тиражом в 810 000 экземпляров.

В 1990 году вышел второй альбом Эльзы под названием Rien que pour ça, к одноимённой песне с которого она сама написала музыку. Осенью 1990 года она дала серию концертов в легендарном парижском мюзик-холле Олимпия, став самой молодой артисткой, выступившей там. Затем Эльза отправилась в четырёхмесячное турне по Франции и Европе.

В 1991 году она получила роль Марколины в драме Возвращение Казановы, где снялась с самим Аленом Делоном — фильм был номинирован на «Золотую пальмовую ветвь» Каннского кинофестиваля в 1992 году и на премию Сезар в 1993.

Осенью 1992 года вышел третий альбом Эльзы под названием Douce violence, ознаменовавший собой поворот как в имидже — Эльза коротко остригла волосы, так и в музыкальном стиле — песни стали более меланхоличными, а тексты — более взрослыми. Певице хотелось, чтобы её сценический образ больше соответствовал ей, чтобы её перестали воспринимать маленькой наивной девочкой, однако позже она призналась, что и этот новый сексапильный образ ей не соответствовал.

Альбом ожидал меньший успех, чем двух его предшественников. Выпустив в мае 1993 года третий и последний сингл с него — Tout l’temps, tout l’temps, Эльза на время исчезла из поля зрения поклонников, посвятив себя личной жизни и рождению ребёнка.

Однако творческий отпуск длился недолго — уже в 1996 году певица представила публике свой новый альбом под названием Chaque jour est un long chemin, все тексты для которого написала сама. Англоязычная версия альбома под названием Everyday была выпущена на Тайване. Этот явно опередивший своё время акустический альбом получил положительные отзывы критиков, но публику не привлёк — продажи диска во Франции составили всего 55 000 экземпляров. Несмотря на умеренный успех песни Sous ma robe, звукозаписывающая компания отказалась дальше промоутировать альбом, из-за чего певица начала судебный процесс, который, в конце концов, выиграла.

В течение процесса Эльза не имела права ничего записывать, но в 2002 году, наконец-то, вернулась к карьере актрисы, сыграв роль Шарлотты в телевизионном фильме La mort est rousse.

В 2004 году после восьми лет вынужденного молчания Эльза, наконец, подписывает контракт с лейблом Mercury и возвращается с новым альбомом De lave et de sève — результатом сотрудничества с Банжаменом Бьоле, Керен Ан, Юбером Мунье, Этьеном Дао. (На этом альбоме впервые нет песен, написанных отцом Эльзы, Жоржем Лангини). Эльза вновь написала большинство текстов. Альбом получился довольно мрачным, а за клип на песню Mon amour, вдохновлённый фильмами ужасов 1920-х годов, Эльза получила приз на Международном фестивале клипов.

В сентябре 2005 года Эльза дала серию концертов в парижском зале Européen, исполнив преимущественно песни с последних двух альбомов и несколько песен с первых трёх. В 2006 году был выпущен первый концертный альбом Эльзы — Connexion live, кроме компакт-диска вышел ещё и DVD.

В 2007 году Эльза снялась в телевизионной адаптации книги Марка Леви Где ты?, показанной в июне 2008 года на телеканале M6. Её партнёрами по съёмочной площадке стали Кристиана Реали и Филипп Ба.

В июне 2008 года выходит первый сингл Oser с нового альбома Эльзы, записанного в сотрудничестве с Эмманюэлем Да Сильвой, с которым Эльза познакомилась на MySpace. Сам альбом вышел в сентябре. Достаточно меланхоличный диск не встретил должного успеха, несмотря на внушительную рекламную кампанию и последовавшее в его поддержку турне.

В 2009 году Эльза снялась в телефильме Шарлотты Брандстрём Aveugle mais pas trop, который был показан 14 сентября на телеканале TF1, а также приняла участие в съёмках первого за свою карьеру короткометражного фильма Le portail в роли матери сбежавшего подростка.

В начале 2010 года Эльза снялась в двух телефильмах — летней саге для телеканала France 2 La maison des Rocheville (показан летом 2010 года) и Les Nuits d’Alice (показан в июне 2011 года).

Также в 2011—2012 годах Эльза снялась в сериалах Section de recherches (6 сезон, 5 серия, показана в мае 2012 года) и Famille d’accueil (11 сезон, 1 серия, показана в феврале 2013 года), и в короткометражных фильмах Block 66 и Une vie déportée, а также в комедии Pauvre Richard! (фильм шёл во французских кинотеатрах в январе 2013 года).

## Личная жизнь
У Эльзы есть сын Луиджи (род. 27 июля 1994 года, от гражданского брака с немецким певцом Петером Крёнером), ныне он серьёзно занимается кикбоксингом. Своё имя он получил в честь деда Эльзы по отцовской линии, итальянца по происхождению.

С февраля 1999 по март 2006 состояла в отношениях с футболистом Биксантом Лизаразю. Ныне встречается с актёром Франком Жолли.

Эльза — племянница актрисы Марлен Жобер, двоюродная сестра актрисы Евы Грин и актрисы и певицы Жозефин Жобер.

## Благотворительность
С конца 1990-х годов Эльза активно занимается благотворительной деятельностью. Начиная с 1997 года она почти каждый год принимает участие в концертах Les Enfoirés для ассоциации Restos du cœur. Участвует в деятельности ассоциации Sol En Si, помогающей детям, больным СПИДом, и их семьям. Вместе со своим бывшим возлюбленным — футболистом Биксантом Лизаразю — она является официальным представителем ассоциации Bout de vie, помогающей людям с ампутированными конечностями. Также в марте 2006 года она снялась в телевизионной рекламе соевых йогуртов Senja от компании Danone.

## Дискография

### Альбомы
1988: Elsa

1990: Rien que pour ça

1992: Douce violence

1996: Chaque jour est un long chemin

1996: Everyday (вышел только на Тайване)

1997: Elsa, l’essentiel 1986—1993 (сборник)

2004: De lave et de sève

2006: Connexion Live

2008: Elsa Lunghini

### Синглы
1986: T’en va pas

1987: Papa, please don’t go

1987: Quelque chose dans mon coeur

1988: Un roman d’amitié (duo avec Glenn Medeiros)

1988: Love always finds a reason (duo avec Glenn Medeiros)

1988: Jour de neige

1989: A la même heure dans deux ans

1989: Jamais nous (feat. Laurent Voulzy)

1990: Mon cadeau (promo)

1990: Solo era un sueño

1990: Gli anni miei

1990: Rien que pour ça

1991: Pleure doucement

1991: Qu’est ce que ça peut lui faire

1991: Je s’rai là (promo)

1992: Bouscule-moi

1993: Supplice chinois (Toop Toop)

1993: Tout l’temps, tout l’temps

1996: Chaque jour est un long chemin

1997: Sous ma robe

1997: Le temps tourne à l’orage (promo)

2004: Mon amour (promo)

2004: À quoi ça sert (promo)

2005: Éternité (promo)

2008: Oser (promo)

2008: Le garçon d'étage (promo)

2009: Les tremblements de terre (Duo avec Da Silva) (promo)

## Видеография

### VHS / DVD
1991: Premier Olympia / Tournée 90-91 (VHS, Laserdisc)

2006: Connexion Live (DVD)

### Клипы
1986: T’en va pas (2 версии)

1988: Quelque chose dans mon coeur

1988: Un roman d’amitié

1988: Jour de neige

1989: A la même heure dans 2 ans

1989: Jamais nous

1990: Rien que pour ça

1991: Pleure doucement

1991: Qu’est-ce que ça peut lui faire

1992: Bouscule-moi

1993: Supplice chinois

1993: Tout l’temps, tout l’temps

1996: Chaque jour est un long chemin

1997: Sous ma robe

2004: Mon amour

2008: Oser

## Фильмография
1981: Под предварительным следствием / Garde à vue, роль: Camille

1984: Адский поезд / Train d’enfer, роль: эпизодическая

1985: Красный поцелуй / Rouge baiser, роль: Rosa

1986: Женщина моей жизни / La femme de ma vie, роль: Éloïse

1987: Où que tu sois, роль: Anne

1992: Возвращение Казановы / Le retour de Casanova, роль: Marcolina

2009: Le portail (короткометражка)

2012: Pauvre Richard!, роль: Amel

2012: Une vie déportée (короткометражка)

### Телефильмы
2002: La mort est rousse, роль: Charlotte

2005: Trois jours en juin, роль: Sylvie

2008: Où es-tu? (по роману Марка Леви Где ты?), роль: Suzanne

2009: Aveugle mais pas trop, роль: Emma

2010: La maison des Rocheville, роль: Sylvana

2011: Les nuits d’Alice, роль: Alice

2012: Служба расследований / Section de recherches, сезон 6, серия 5

2013: Famille d’accueil, сезон 11, серия 1